# Atletism la Jocurile Olimpice de vară din 2020 - Aruncarea greutății (masculin)
Proba masculină de aruncare a greutății de la Jocurile Olimpice de vară din 2020 a avut loc în perioada 3-5 august 2021 pe Stadionul Național al Japoniei.

## Recorduri
Înaintea acestei competiții, recordurile mondiale și olimpice erau următoarele:
| Record           | Atlet              | Rezultat | Loc                                    | Data           |
| ---------------- | ------------------ | -------- | -------------------------------------- | -------------- |
| World record     | Randy Barnes (USA) | 23,12 m  | Los Angeles, California, Statele Unite | 20 mai 1990    |
| Recordul olimpic | Ryan Crouser (USA) | 22,52m   | Rio de Janeiro, Brazilia               | 18 august 2016 |

## Program
Orele sunt ora Japoniei (UTC+9) 
| Data                 | Oră   | Etapă      |
| -------------------- | ----- | ---------- |
| Marți, 3 august 2021 | 19:00 | Calificări |
| Joi, 5 august 2021   | 9:00  | Finala     |

## Rezultate

### Calificări
S-au calificat în finală cei care au reușit o aruncare de cel puțin 21,20 m (C) sau atleții cu cele mai bune 12 rezultate (c).
| Loc | Grupă | Atlet                  | Țară                       | 1     | 2     | 3     | Distanță | Note  |
| --- | ----- | ---------------------- | -------------------------- | ----- | ----- | ----- | -------- | ----- |
| 1   | B     | Ryan Crouser           | Statele Unite ale Americii | 22,05 | —     | —     | 22,05    | C     |
| 2   | A     | Tom Walsh              | Noua Zeelandă              | x     | 20,38 | 21,49 | 21,49    | C     |
| 3   | B     | Mesud Pezer            | Bosnia și Herțegovina      | 20,41 | 21,33 | —     | 21,33    | C     |
| 4   | A     | Darlan Romani          | Brazilia                   | 21,00 | 21,31 | —     | 21,31    | C     |
| 5   | B     | Zane Weir              | Italia                     | 20,84 | 21,25 | —     | 21,25    | C, PB |
| 6   | A     | Mostafa Amr Hassan     | Egipt                      | x     | 20,65 | 21,23 | 21,23    | C, SB |
| 7   | B     | Chukwuebuka Enekwechi  | Nigeria                    | 20,53 | 21,16 | 20,95 | 21,16    | c     |
| 8   | B     | Kyle Blignaut          | Africa de Sud              | 20,30 | 20,97 | 20,56 | 20,97    | c     |
| 9   | B     | Jacko Gill             | Noua Zeelandă              | 20,65 | 20,52 | 20,96 | 20,96    | c     |
| 10  | A     | Armin Sinančević       | Serbia                     | 20,50 | 20,96 | x     | 20,96    | c     |
| 11  | A     | Joe Kovacs             | Statele Unite ale Americii | 20,81 | 20,93 | 20,81 | 20,93    | c     |
| 12  | A     | Payton Otterdahl       | Statele Unite ale Americii | 19,56 | 20,28 | 20,90 | 20,90    | c     |
| 13  | B     | Michał Haratyk         | Polonia                    | 20,58 | 20,86 | 20,72 | 20,86    |       |
| 14  | B     | Leonardo Fabbri        | Italia                     | 19,42 | 20,80 | x     | 20,80    |       |
| 15  | B     | Filip Mihaljević       | Croația                    | x     | 20,09 | 20,67 | 20,67    |       |
| 16  | A     | Francisco Belo         | Portugalia                 | x     | 20,58 | 20,24 | 20,58    |       |
| 17  | A     | Tomáš Staněk           | Cehia                      | 20,23 | 20,47 | 19,78 | 20,47    |       |
| 18  | B     | Scott Lincoln          | Marea Britanie             | 20,42 | 19,60 | x     | 20,42    |       |
| 19  | A     | Jason van Rooyen       | Africa de Sud              | 18,92 | 20,06 | 20,29 | 20,29    |       |
| 20  | A     | Nick Ponzio            | Italia                     | x     | 20,28 | x     | 20,28    |       |
| 21  | B     | Bob Bertemes           | Luxemburg                  | 20,14 | x     | 20,16 | 20,16    |       |
| 22  | A     | Abdelrahman Mahmoud    | Bahrain                    | 18,95 | 20,14 | 19,93 | 20,14    |       |
| 23  | A     | Konrad Bukowiecki      | Polonia                    | 20,01 | x     | 19,44 | 20,01    |       |
| 24  | A     | Tajinderpal Singh Toor | India                      | 19,99 | x     | x     | 19,99    |       |
| 25  | B     | Mohamed Magdi Hamza    | Egipt                      | 19,33 | x     | 19,82 | 19,82    |       |
| 26  | A     | Andrei Toader          | România                    | 19,81 | x     | 19,41 | 19,81    |       |
| 27  | A     | Giorgi Mujaridze       | Georgia                    | 18,71 | 19,76 | 19,55 | 19,76    |       |
| 28  | B     | Wictor Petersson       | Suedia                     | 19,64 | x     | 19,73 | 19,73    |       |
| 29  | B     | Asmir Kolašinac        | Serbia                     | x     | 19,68 | x     | 19,68    |       |
| 30  | B     | Ihor Musiyenko         | Ucraina                    | 19,07 | 19,42 | 19,56 | 19,56    |       |
| 31  | A     | Tim Nedow              | Canada                     | x     | 19,27 | 19,42 | 19,42    |       |

### Finala
| Loc | Ordine | Atlet                 | Țară                       | 1     | 2     | 3     | 4                        | 5                        | 6                        | Distanță | Note |
| --- | ------ | --------------------- | -------------------------- | ----- | ----- | ----- | ------------------------ | ------------------------ | ------------------------ | -------- | ---- |
| 1   | 7      | Ryan Crouser          | Statele Unite ale Americii | 22,83 | 22,93 | 22,86 | 22,74                    | 22,58                    | 23,30                    | 23,30    | RO   |
| 2   | 11     | Joe Kovacs            | Statele Unite ale Americii | 22,19 | 20,95 | 21,95 | 22,65                    | 22,29                    | 22,60                    | 22,65    |      |
| 3   | 4      | Tom Walsh             | Noua Zeelandă              | 21,09 | 22,17 | x     | 21,37                    | 22,18                    | 22,47                    | 22,47    | SB   |
| 4   | 10     | Darlan Romani         | Brazilia                   | 21,88 | 21,22 | 20,96 | x                        | x                        | 20,70                    | 21,88    | SB   |
| 5   | 3      | Zane Weir             | Italia                     | 20,85 | 20,25 | 20,68 | 21,40                    | 21,41                    | x                        | 21,41    | PB   |
| 6   | 9      | Kyle Blignaut         | Africa de Sud              | 20,29 | x     | 21,00 | 20,96                    | 20,46                    | x                        | 21,00    |      |
| 7   | 8      | Armin Sinančević      | Serbia                     | 20,89 | x     | x     | 20,44                    | x                        | x                        | 20,89    |      |
| 8   | 6      | Mostafa Amr Hassan    | Egipt                      | 20,51 | 20,73 | x     | x                        | 20,63                    | 20,73                    | 20,73    |      |
| 9   | 12     | Jacko Gill            | Noua Zeelandă              | x     | 20,71 | 20,71 | Nu a avansat mai departe | Nu a avansat mai departe | Nu a avansat mai departe | 20,71    |      |
| 10  | 5      | Payton Otterdahl      | Statele Unite ale Americii | 20,32 | x     | x     | Nu a avansat mai departe | Nu a avansat mai departe | Nu a avansat mai departe | 20,32    |      |
| 11  | 1      | Mesud Pezer           | Bosnia și Herțegovina      | x     | x     | 20,08 | Nu a avansat mai departe | Nu a avansat mai departe | Nu a avansat mai departe | 20,08    |      |
| 12  | 2      | Chukwuebuka Enekwechi | Nigeria                    | x     | 18,87 | 19,74 | Nu a avansat mai departe | Nu a avansat mai departe | Nu a avansat mai departe | 19,74    |      |